# Astragalus degilmonus
Astragalus degilmonus es una especie de planta del género Astragalus, de la familia de las leguminosas, orden Fabales.

## Distribución
Astragalus degilmonus se distribuye por Tayikistán.

## Taxonomía
Fue descrita científicamente por M. R. Rasulova. Fue publicada en Izv. Akad. Nauk Tadzhiksk. S.S.R., Otd. Biol. Nauk 4(81): 28 (1980).